# Salomè (film 1945)
Salomè è un film del 1945, diretto dal regista Charles Lamont. Il titolo originale è Salome Where She Danced.

## Trama
Stati Uniti d’America, 1865. Nel giorno della resa dell’esercito confederato il giornalista Jim Steed incontra un militare prussiano, il conte Erik von Bohlen, in missione diplomatica per conto del cancelliere von Bismarck. Lo ritroverà l’anno seguente a Berlino, intento a fare la corte alla giovane Anna Maria, una ballerina dal fascino irresistibile soprannominata Salomè. Di quest’ultima Steed, pur essendosene invaghito, intende servirsi per scoprire i piani della imminente guerra austro-prussiana, che saranno affidati a un giovane ufficiale austriaco amante di lei, il quale però troverà la morte sul campo di battaglia di Sadowa. Per sfuggire alla vendetta del conte von Bohlen, Steed e Anna Maria partono per la California in compagnia del musicista Max e laggiù si guadagnano da vivere allestendo balletti nei saloon. Durante uno di questi spettacoli Anna Maria s’innamora di Cleve, un giovane ex ufficiale sudista divenuto rapinatore, molto somigliante al suo compagno d’un tempo. La ragazza vorrebbe andarsene con lui e le cose iniziano così a complicarsi per il trio di amici, al quale nel frattempo si è unita anche madame Europa, ex attrice e ballerina. Per riabilitarsi Cleve decide di unirsi alla compagnia e di lasciare che Anna Maria continui a ballare, ma l’incontro di lei con il facoltoso colonnello russo Ivan Dimitrioff sembra nuovamente mettere in crisi l’unità del bizzarro gruppo formato da artisti, giornalisti e banditi, tanto più che si ripresenta anche il conte von Bohlen, intenzionato a riconquistare la ballerina (ma verrà ucciso in duello da Cleve). Alla fine, il colonnello Dimitroff, dietro suggerimento del suo fedele consigliere, il professor Ling, permetterà ad Anna Maria e a Cleve di restare insieme per iniziare una nuova vita in Virginia.

## Produzione
Il film fu prodotto dall'Universal Pictures con un budget stimato di 1.200.00 dollari. Fu girato dal settembre al dicembre del 1944.

## Distribuzione
Distribuito dall'Universal Pictures, il film uscì nelle sale USA il 17 aprile 1945. 

### Date di uscita
- USA: 17 aprile 1945
- Svezia: 31 agosto 1945
- Finlandia: 8 novembre 1946[1]